# Chance, Maryland
Chance är en ort i Somerset County i delstaten Maryland, USA.